# تپه شنستق ۲
تپه شنستق ۲ مربوط به دوران‌های تاریخی پس از اسلام است و در استان قزوین، شهرستان تاکستان، روستای شنستق علیا واقع شده و این اثر در تاریخ ۲۸ فروردین ۱۳۸۰ با شمارهٔ ثبت ۳۷۲۲ به‌عنوان یکی از آثار ملی ایران به ثبت رسیده است.